# V. Shantaram
V. Shantaram (Marathi व्ही. शांताराम Vhī. Śāntārām, bürgerlich: Shantaram Rajaram Vankudre, Marathi शांताराम राजाराम वणकुद्रे Śāntārām Rājārām Vaṇkudre; * 18. November 1901 in Kolhapur, Kolhapur; † 30. Oktober 1990 in Bombay, Maharashtra) war ein indischer Filmregisseur und -schauspieler.

## Leben
Shantaram war ohne Schulbildung, er übte als Teenager verschiedene Gelegenheitsjobs aus und kam so von einem Job bei der Eisenbahn zu Jobs beim Film. Bei Baburao Painter lernte er, zunächst in der Rolle des Schauspielers, in den 1920er Jahren das Filmhandwerk. 1927 hatte er bei Painters Maharashtra Film Company sein Regiedebüt mit Netaji Palkar.
1929 gründete er mit noch vier Partnern die Prabhat Film Company und drehte in den 1930er Jahren Filme mit mythologisch-historischem Sujet. Es entstanden unter anderem Ayodhyecha Raja (1932) und Amar Jyoti (1936), beide mit Durga Khote in der Hauptrolle. 
Danach drehte Shantaram zwei bemerkenswerte Filme ohne die beliebten Happyend jeweils in einer Hindi- und einer Marathi-Version. Duniya Na Mane/Kunku (1937) ist die Geschichte einer jungen Frau, die sich gegen ihre Heirat mit einem wesentlich älteren Mann sträubt. Am Ende des Films tötet sich der Mann und sie ist scheinbar frei, jedoch als Witwe in einer traditionellen Hindu-Gesellschaft ist sie noch viel schlechter dran. In Aadmi/Manoos (1939) entwickelt sich eine Liebesgeschichte zwischen einer Prostituierten und einem Polizisten. Es gelingt der Frau jedoch nicht, in ein normales Leben zu wechseln und so ist das Ende wieder der Anfang.
Sein erster Farbfilm, das Tanzepos Jhanak Jhanak Payal Baaje (1955), war ein Kassenerfolg und Shantaram bekam den Filmfare Award/Beste Regie. Mit internationalen Preisen ausgezeichnet wurde Do Ankhen Barah Haath (1957). Er erhielt den Silbernen Bären auf der Berlinale 1958.
V. Shantaram arbeitete häufig mit seinem jüngeren Bruder, dem Kameramann V. Avadhoot, zusammen. Er wurde für seinen Beitrag für den indischen Film  mit dem Dadasaheb Phalke Award 1985 ausgezeichnet.

## Filmografie

### Filmregisseur
(M)=Marathi/(H)=Hindi/(Tam)=Tamil/(Tel)=Telugu
- 1927: Netaji Palkar
- 1929: Gopal Krishna
- 1930: Khooni Khanjar
- 1930: Rani Saheba
- 1930: Udaykal
- 1931: Chandrasena
- 1932: Ayodhyecha Raja (M)/Ayodhya Ka Raja (H)
- 1932: Jalti Nishani (H)/Agnikankan (M)
- 1932: Maya Machhindra (M)/(H)
- 1933: Sairandhri (M)/(H)
- 1933: Sinhagad (M)
- 1934: Amritmanthan (M)/(H)
- 1935: Chandrasena (M)/(H)/(Tam)
- 1935: Dharmatma (M)/(H)
- 1936: Amar Jyoti (H)
- 1937: Kunku (M)/Duniya Na Mane (H)
- 1939: Manoos (M)/Aadmi (H)
- 1941: Shejari (M)/Padosi (H)
- 1943: Shakuntala (H)
- 1944: Parbat Pe Apna Dera (H)
- 1946: Dr. Kotnis Ki Amar Kahani (H)
- 1947: Lokshahir Ramjoshi (M)/Matwala Shayar Ramjoshi (H)
- 1949: Apna Desh (M)/Nam Naadu (Tel)
- 1950: Dahej (H)
- 1952: Amar Bhoopali (M)
- 1952: Parchain (H)
- 1953: Surang (H)
- 1953: Teen Batti Char Raasta (H)
- 1954: Subah Ka Tara (H)
- 1955: Jhanak Jhanak Payal Baaje (H)
- 1957: Zwei Augen – Zwölf Hände (Do Aankhen Barah Haath) (H)
- 1959: Navrang (H)
- 1961: Stree (H)
- 1963: Sehra (H)
- 1964: Geet Gaaya Pattharone (H)
- 1965: Iye Marathyachi Nagari (M)/Ladki Sahyadri Ki (H)
- 1967: Boond Jo Ban Gaye Moti (H)
- 1971: Jal Bin Machhli Nritya Bin Bijli (H)
- 1972: Pinjra (M)/(H)
- 1977: Chaani (M)/(H)
- 1986: Jhanjhar (H)

### Schauspieler
- 1921: Surekha Haran
- 1923: Sinhagad
- 1923: Shri Krishnavatar
- 1924: Sati Padmini
- 1925: Shahala Shah
- 1925: Savkari Pash
- 1925: Rana Hamir
- 1925: Maya Bazaar
- 1926: Gaja Gauri
- 1926: Bhakta Prahlad
- 1927: Muraliwala
- 1927: Sati Savitri
- 1928: Maharathi Karna
- 1929: Baji Prabhu Deshpande
- 1929: Nisha Sundari
- 1930: Rani Saheba
- 1930: Udaykal
- 1944: Parbat Pe Apna Dera
- 1946: Dr. Kotnis Ki Amar Kahani
- 1957: Zwei Augen – Zwölf Hände (Do Aankhen Barah Haath)
- 1961: Stree